# Polabisch
Het Polabisch is een uitgestorven Slavische taal die tot in de achttiende eeuw werd gesproken. Het is een West-Slavische taal, evenals het Pools, Tsjechisch en Sorbisch. Binnen die groep behoort Polabisch tot de subgroep van de Elbe-slavische en Oostzeekust-slavische talen en wordt ook wel aangeduid als Lechitische talen. Een nauw verwante en nog in gebruik zijnde taal is het Kasjoebisch, dat nog door een klein aantal mensen wordt gesproken in Pommerellen (het huidige Noord-Polen).

## Geschiedenis
Het Wendland bij het stadje Lüchow in Nedersaksen was een van de laatste gebieden waar Polabisch gesproken werd. Dat gebied ligt bij de Elbe, de rivier waaraan de taal zijn naam ontleent (Po Laba, aan de Elbe).
Eerder werden in heel het huidige Duitsland oostelijk van de Elbe Polabische en Wendische dialecten gesproken. Sporen daarvan zijn nog terug te vinden in vele plaatsnamen. De Polaben vestigden zich in de zevende eeuw n.Chr., na vertrek van Germaanse stammen, in dit gebied. Zij hadden geen geschreven taal en omdat hun woongebied bewesten de Elbe in de 9de eeuw deel werd van het Frankische, later het Heilige Roomse Rijk, waar vooreerst Latijn de geschreven taal was, zijn de vroegste bronnen over hun bestaan in die taal gesteld.
Bewesten de Elbe kwam de kolonisatie door boeren uit Saksen, Friesland, Holland en Vlaanderen in de 10de eeuw op gang. Omdat de Polaben aan de oostzijde van de Elbe, het huidige Mecklenburg, zich met succes verzetten volgde de kolonisatie daar pas na hun definitieve onderwerping in de 11de eeuw (zie Oostkolonisatie). De Polaben mengden zich met de binnenkomende boeren en ondergingen taalkundig een proces van verduitsing, dat wil zeggen dat zij Duitse dialecten vormden met hooguit een Polabisch substraat. De Polaben werden toen ook aangeduid als 'Wenden', een Duitse benaming voor Slavischsprekenden. In de 16de eeuw werd nog op grotere schaal Wendisch gesproken bewesten de Elbe in het zogenaamde Wendland, ten zuiden van de Lüneburger Heide. Beoosten de Elbe werden zij in de 17de eeuw nog gevonden op de zogenaamde Jabelheide, de schrale gronden in het zuiden van Mecklenburg. De laatste spreekster van het Polabisch was, volgens de Index defunctorum van de plaats Wustrow uit 1756, een 88-jarige weduwe die in dat jaar stierf. Rond die tijd was de wetenschappelijke nieuwsgierigheid naar deze taal juist op gang gekomen. Onder meer Leibniz besteedde er aandacht aan: hij gaf een woordenlijst en een tekst uit in zijn Collectanea Etymologica uit 1717. De belangrijkste Polabische bron is het Vocabularium Venedicum van dominee Christian Hennig von Jessen uit 1705. Het viel niet mee voor hem om mensen te vinden die hem over de Polabische taal wilden vertellen, omdat zij niet durfden toe te geven dat ze Polabisch spraken, want daarom werden ze bespot.

## Taalkundige kenmerken
Het Polabisch behoorde tot de zogenoemde Lechitische tak van het West-Slavisch. Tot deze tak behoren ook het Pools, het Kasjoebisch en het Slovinzisch, een taal die aan de Oostzeekust van Achterpommeren werd gesproken en daar in de eerste helft van de 20e eeuw uitstierf toen de laatste sprekers ervan op het Duits waren overgegaan.
Het Polabisch wijkt af van de andere Lechitische talen. Enkele redenen hiervoor zijn de sterke invloed van het Duits en de geografisch gezien vrij geïsoleerde positie van het Polabische taalgebied. Het gebied waar in de 18e eeuw het Polabisch uitstierf, lag niet in de buurt van grote verkeersaders, en het had ook erg weinig mogelijkheden tot contact met andere Slavische talen, aangezien het omgeven was door Duitstalig gebied.

### Polabische fonetiek

#### Vocalen
In het Polabisch waren de volgende vocalen te onderscheiden:
a) niet-gereduceerde vocalen a, å, e, ė, o, ö, u, ü, i, o, ą
b) diftongen ai, åi, oi, au, åu
c) gereduceerde vocalen ǎ, ĕ
In lettergrepen in het Polabisch kon een vocaal sterk (niet-gereduceerd) of zwak (gereduceerd) zijn. Reductie vond plaats naar of ǎ of ĕ. a, å, e, o en ö werden gereduceerd naar ǎ, terwijl ü, i, ai, åi, oi en au werden ĕ. De nasale vocalen o en a werden in de regel niet gereduceerd.
Of een vocaal sterk of zwak was hing ongetwijfeld af van waar de klemtoon viel. Er is echter geen overeenstemming wat het Polabische accentsysteem betreft. Sommigen denken dat het accent altijd op de laatste niet-gereduceerde lettergreep viel, anderen, bijvoorbeeld Trubetzkoy, zeggen dat dat alleen het geval was als de laatste lettergreep lang was, anders viel het accent op de voorlaatste lettergreep. Weer anderen zeggen dat het accent altijd op de eerste lettergreep viel. Er zijn wel enkele Polabische teksten waar accenttekens bij zijn weergegeven, maar dat duidde waarschijnlijk meestal alleen aan dat die lettergreep niet gereduceerd was, en niet of deze de klemtoon had of niet.
Het Polabisch maakte een zeer autonome ontwikkeling door ten opzichte van andere Slavische en ook West-Slavische talen en dit heeft ertoe geleid dat de taal behoorlijk afwijkt van de meeste andere Slavische talen. Dit is goed te zien in het volgende overzicht waarin de fonetische verschillen, wat vocalen betreft, worden getoond.
| Proto-Slavisch | A     | ĕ     | e         | i          | O             |
| Polabisch      | o ~ å | o ~ e | e ~ i ~ a | ai ~ a ~ å | ö ~ ü ~ å ~ i |

| Proto-Slavisch | U       | y                | ę     | o     | ь         | ъ     |
| Polabisch      | ai ~ au | ai ~ oi ~ åi ~ å | o ~ ą | o ~ ą | a ~ å ~ ė | å ~ ė |

#### Voorbeeld
Het Onzevader:
Aita nos, tâ toi jis wâ nebesai, sjętü wordoj tüji jaimą; tüji rik komaj; tüja wüľa mo są ťüńot kok wâ nebesai tok no zemi; nosę wisedanesnę sťaibę doj nam dâns; a wütâdoj nam nose greche, kok moi wütâdojeme nosim gresnarem; ni bringoj nos wâ warsükongę; toi losoj nos wüt wisokag chaudag. Pritü tüje ją tü ťenądztwü un müc un câst, warchni Büzac, nekąda in nekędisa. Amen.